# Viry-Châtillon
Viry-Châtillon é uma comuna francesa, localizada vinte e um quilômetros ao sul de Paris, no departamento de Essonne na região da Île-de-France. É a sede do Cantão de Viry-Châtillon e está incluída na Metrópole da Grande Paris.
Dos domínios comuns transmitidos entre ilustres famílias, Viry-sur-Orge, o burgo agrícola situado na estrada de Paris a Fontainebleau e Châtillon-sur-Seine, aldeia na beira do rio se fundiram em 1790. Equipado no século XIX de uma estação na nova linha de Villeneuve-Saint-Georges à Montargis, a cidade acolheu em 1909 o primeiro aeródromo organizado do mundo. Se ele não perdurou além da Primeira Guerra Mundial, permitiu que a fama da comuna, que conheceu desde a década de 1920 um desenvolvimento demográfico, com o loteamento da planície aluvial, usada pelo eixo maior que constituía a estrada nacional 7. Esse desenvolvimento foi continuado na década de 1960 com a construção de grandes conjuntos habitacionais de La Grande Borne, de Les Coteaux de l’Orge  e de la Cilof na borda da recente auto-estrada A6. A comuna é hoje conhecida por abrigar a sede da divisão de motores de Fórmula 1 da Renault/Alpine.
Seus habitantes são chamados Castelvirois.

## Toponímia
Viriacum em 1169.
Viry-Châtillon era anteriormente composta de duas comunas distintas, Viry-sur-Orge e Châtillon-sur-Seine. As duas haviam escolhido de mencionar o nome dos cursos de água que atravessavam seu território, o Orge e o Sena.

## História

### As origens
Sílex esculpidos foram desenterrados nas proximidades do atual centro da cidade, o que atesta a ocupação humana do lugar desde a Pré-história. A etimologia do lugar parece lhe atribuir a um senhor denominado "Verus" a construção de uma villa rustica galo-romana. No entanto, a primeira menção escrita do lugar em 1093 com a descrição do domínio de Vulgrain de Viry sob o nome de Viriaco e Castellonio em um ato do cartulário de Longpont.

### Idade Média e Renascimento

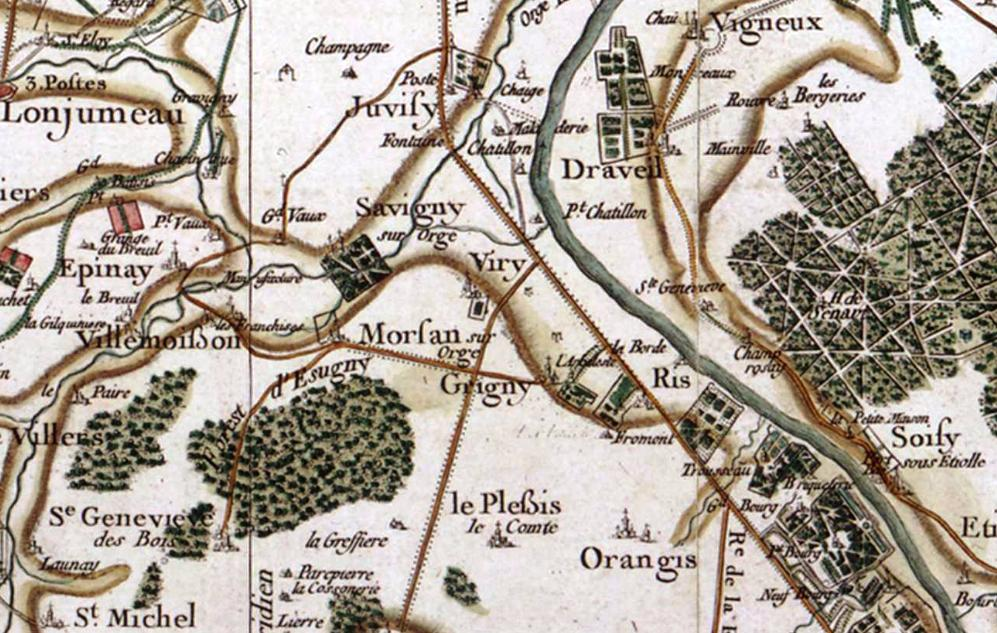
Carta de Viry no século XVII por Cassini.

Em 991 havia em Viry um feudo dos Marches. Em 1118, o rei Luís VI o Gordo herdando do domínio de Montlhéry, o senhorio de Viry e a aldeia de Chastillon dependentes foram anexados ao real domínio francês. Viry já era uma paróquia. No século XIII foi construída a igreja dedicada a Saint-Denis.
Em 1488, o herdeiro do domínio, Richard de Saint-Marcy vendeu uma parte a seu vizinho, o senhor de Savigny Étienne de Vesc, também camareiro do rei Carlos VIII. Enquanto que ele conseguiu adquirir todas as terras, o domínio foi dividido e uma parte devolvida em 1531 a Robert Piédefer, advogado-geral no Châtelet. Em 1586, Louis d’Agoust conseguiu reunir os domínios de Viry, Chastillon, Orangis e Savigny.
Em 1633, a paróquia de Viry se equipou com uma lavatório alimentado pela fonte Saint-Denis. Em 1674, o domínio do Piédefer foi enriquecido com uma orangerie. Em 1682, uma ordenança real estabeleceu os limites dos domínios do reino, que de Viry, em seguida, foi partilhada entre as famílias dos Vins e de Agoust. Residia, então no castelo de Viry a família Perrault.

### História moderna
Em 21 de julho de 1789, o controlador das Finanças do reino Joseph François Foullon foi preso no parque do chateau Marmont por seu amigo Antoine de Sartine, para ser enforcado em Paris, Rue de la Verrerie, ele se tornou uma das primeiras vítimas da Revolução Francesa. Em 1790, Viry-sur-Orge e Châtillon-sur-Seine, se fundiram para formar a atual comuna de Viry-Châtillon. Em 1 de fevereiro de 1790, foi eleito o primeiro prefeito da nova comuna, Jacques-Louis Larue. Em 1791, o último senhor do local, Charles-Emmanuel de Vintimille vendeu suas terras a Marie Romain Hamelin, receptor geral das Finanças.
Em 1809, a filha de Jean-Frédéric Perregaux unificou as duas propriedades contíguas ao castelo de Viry. Em 31 de março de 1814, foi a caminho de Paris a Viry-Châtillon que Napoleão ouviu falar da queda de Paris, que levou à sua abdicação, seis dias depois. Em 1867, a linha Villeneuve-Saint-Georges - Montargis foi inaugurada, um porto comercial foi criado e iniciou a atividade de extração das pedra de moinho de grão e de areia na localização atual do lago. De setembro a novembro de 1870, a comuna foi ocupada pelo exército alemão durante a guerra franco-alemã. Em 1882, as dominicanas de Betânia se estabeleceram em Châtillon, o edifício foi erigido em convento, a capela de Notre-Dame du Rosaire foi abençoada em 3 de outubro de 1885. Em 1885, o município construiu uma nova prefeitura-escola nas proximidades da praça do mercado, inaugurada em 1888.

### História contemporânea
Em 23 de maio de 1909, foi organizado um meeting aéreo em que estava para se tornar o primeiro aeródromo organizado do mundo, Port-Aviation assim nomeado pelo Ministro dos Transportes, Louis Barthou, com uma pista de elipse de quatro quilômetros, arquibancadas podendo acomodar sete mil pessoas, hangares e oficinas permanentes. Em 4 de julho de 1909, uma exposição de caridade reúne cerca de dez mil pessoas. A 18 de outubro de 1909, Charles de Lambert decolou desse local para o primeiro sobrevoo de Paris, pelo qual ele recebeu a medalha de ouro do Aéro-Club de France. Durante a Primeira Guerra Mundial, o terreno serviu à futura Armée de l’Air assim como a Componente Aérea belga e a Royal Air Force britânica.
Danificado, regularmente inundado pelas enchentes do Sena, o terreno foi abandonado em 1919 e loteado a partir da década de 1920. Em 1938 abriu a primeira casa de repouso em lugar do convento das dominicanas. No final da Segunda Guerra Mundial, o município comprometeu em desenvolver o centro da cidade, em 27 de junho de 1948 foi inaugurado o parc André Leblanc e seu teatro de verdura. Em 1958 foi fundado o clube de futebol Entente Sportive Viry-Châtillon. Seguiu em 1959 o clube náutico.
Em 1960, a autoestrada A6 foi construída, separando em dois o território. Em 1962, os serviços municipais se mudaram para o antigo château de la Tournelle, adquirido em 1943. Em 1964, o município construiu às margens do lago um importante complexo náutico. Em 1965, Maurice Novarina projetou e realizou a cité des Coteaux de l’Orge. Em 22 de julho de 1967 a cidade se tornou sede do cantão de Viry-Châtillon, os limites foram alterados em 7 de dezembro de 1975. Em 1969, foi equipada a quartier de l’église Notre-Dame-des-Cités. Em 1971 surgiu o Viry-Châtillon Essonne Hockey. Em 1972, o município autorizou a implantação na fronteira de Les Coteaux de l’Orge de um centro comercial, responsável pela empresa locatária de reformar e manter o antigo moinho de vento vizinho. Em 1989, a comuna comprou o château des Marches para instalar a escola comunal de música. Em 1992, a comuna adquiriu o domínio de Piédefer para aí instalar o centro cultural municipal. Em 1996, a comuna se comprometeu com o desenvolvimento do quartier de Châtillon com a constituição de uma zona de desenvolvimento concertado.

## Geminação
Viry-Châtillon desenvolveu associações de geminação com:
- Erftstadt (Alemanha), em alemão Erftstadt, localizada a 395 km.[12]
- Wokingham (Reino Unido), em inglês Wokingham, localizada a 381 km.[13]

## Cultura e patrimônio

### Patrimônio arquitetônico
O patrimônio arquitetônico de Viry-Châtillon é composto de vários elementos, alguns dos quais têm sido objeto de um censo do ministério da Cultura. Assim, a igreja Saint-Denis está listado nos monumentos históricos de 16 de julho de 1925o edifício do século XVII abrigando a instituição de Saint-Clément é classificado desde 22 de março de 1983, os terminais revolucionários marcando a estrada velha de Corbeil para Versailles, portando uma marca de barrete frígio estão incluídos desde 22 de março de 1934, e os edifícios que adornam os parques do Pied de Fer do século XVII e de Choiseul permitindo uma classificação ao título de jardins notáveis. A prefeitura atual ocupa o local do antigo castelo Lacroix, construído em 1845. A atual casa das associações ocupa a precedente prefeitura, construída em 1888. Um lavatório construída em 1633 permanecer, alimentado pela fonte Saint-Denis, bem como um moinho de vento do século XIX. Do antigo aeródromo de Port-Aviation, permanece apenas o prédio que abrigava o hotel de enxaimel.

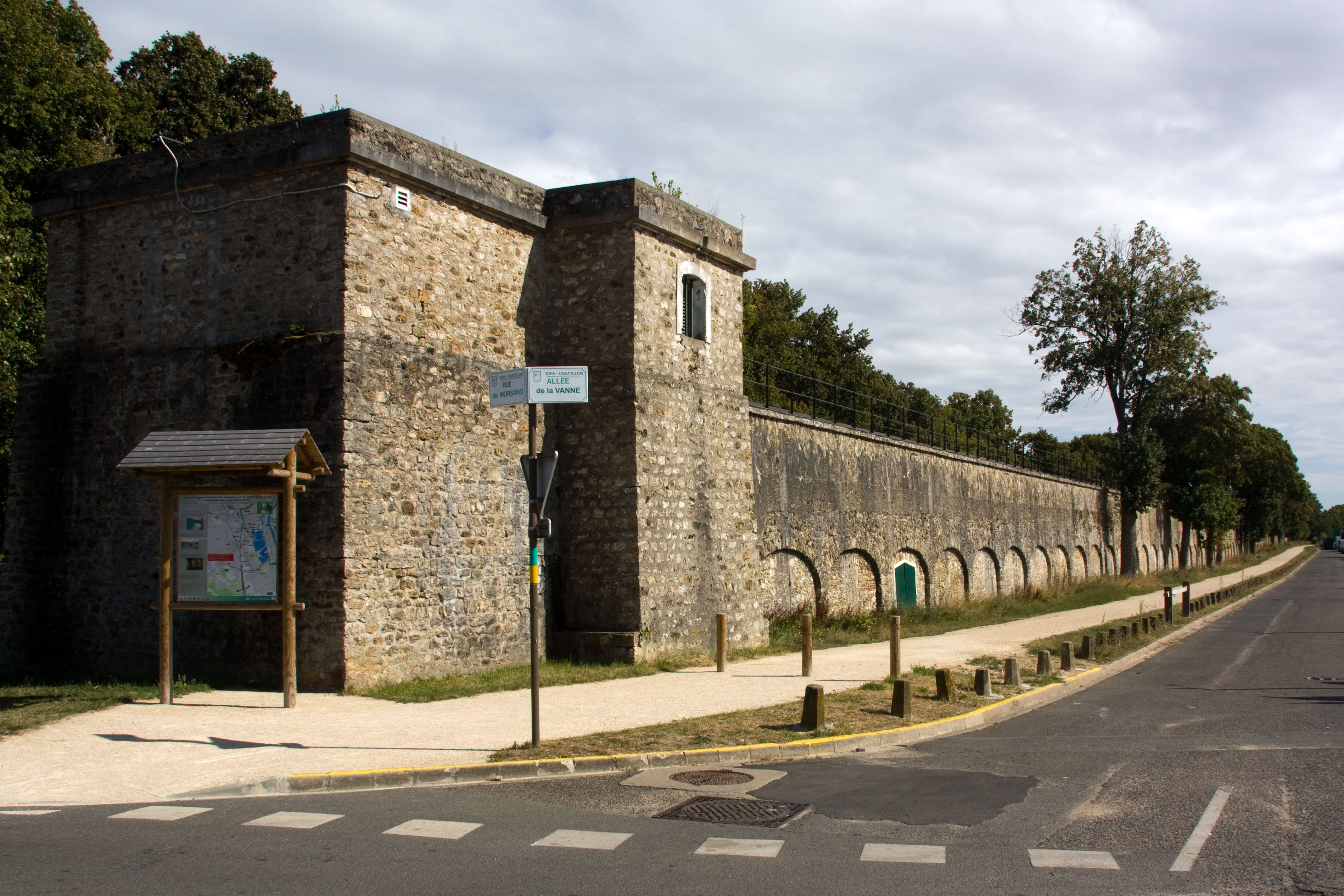
O aqueduto da Vanne e o Loing.
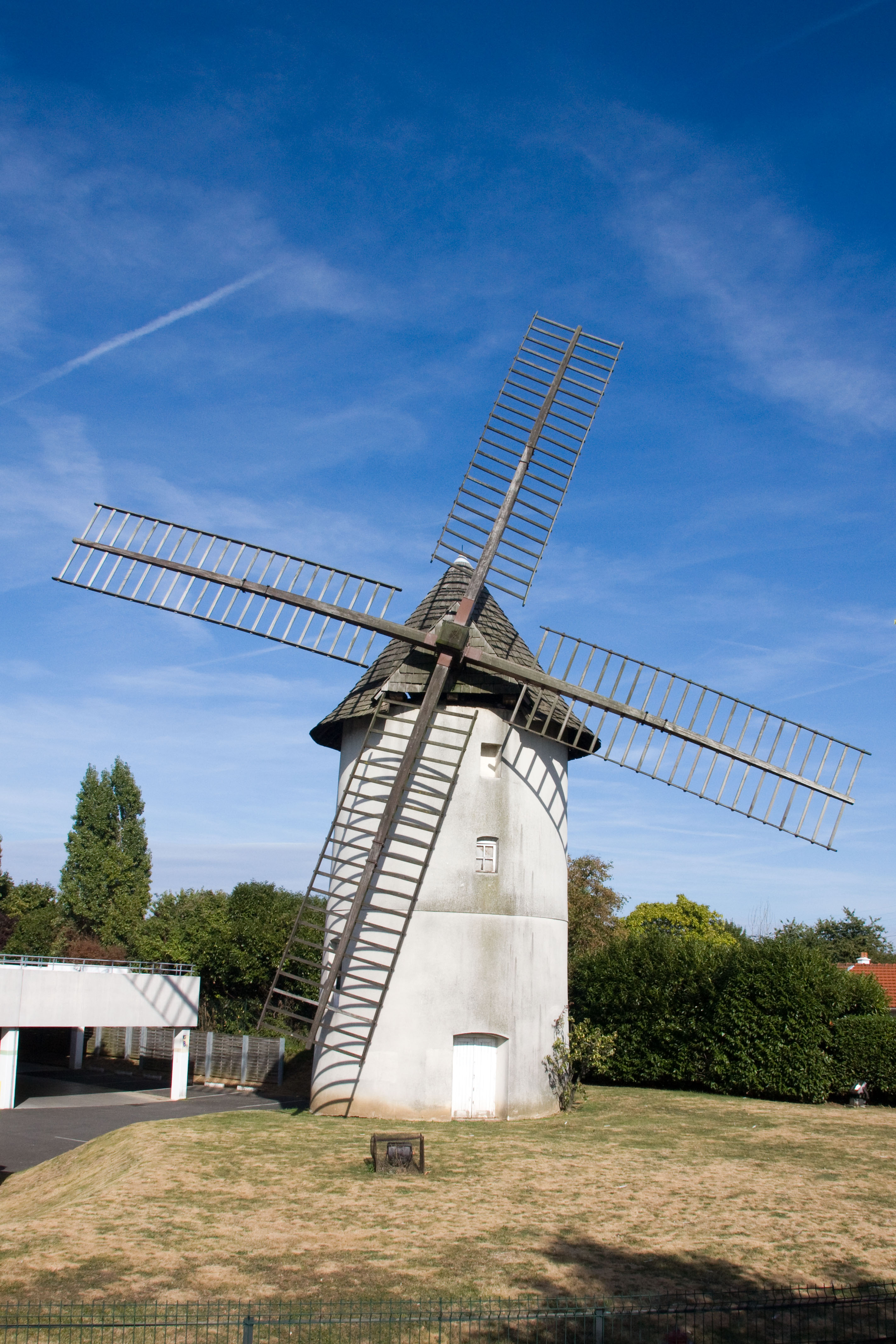
O moinho de Viry.
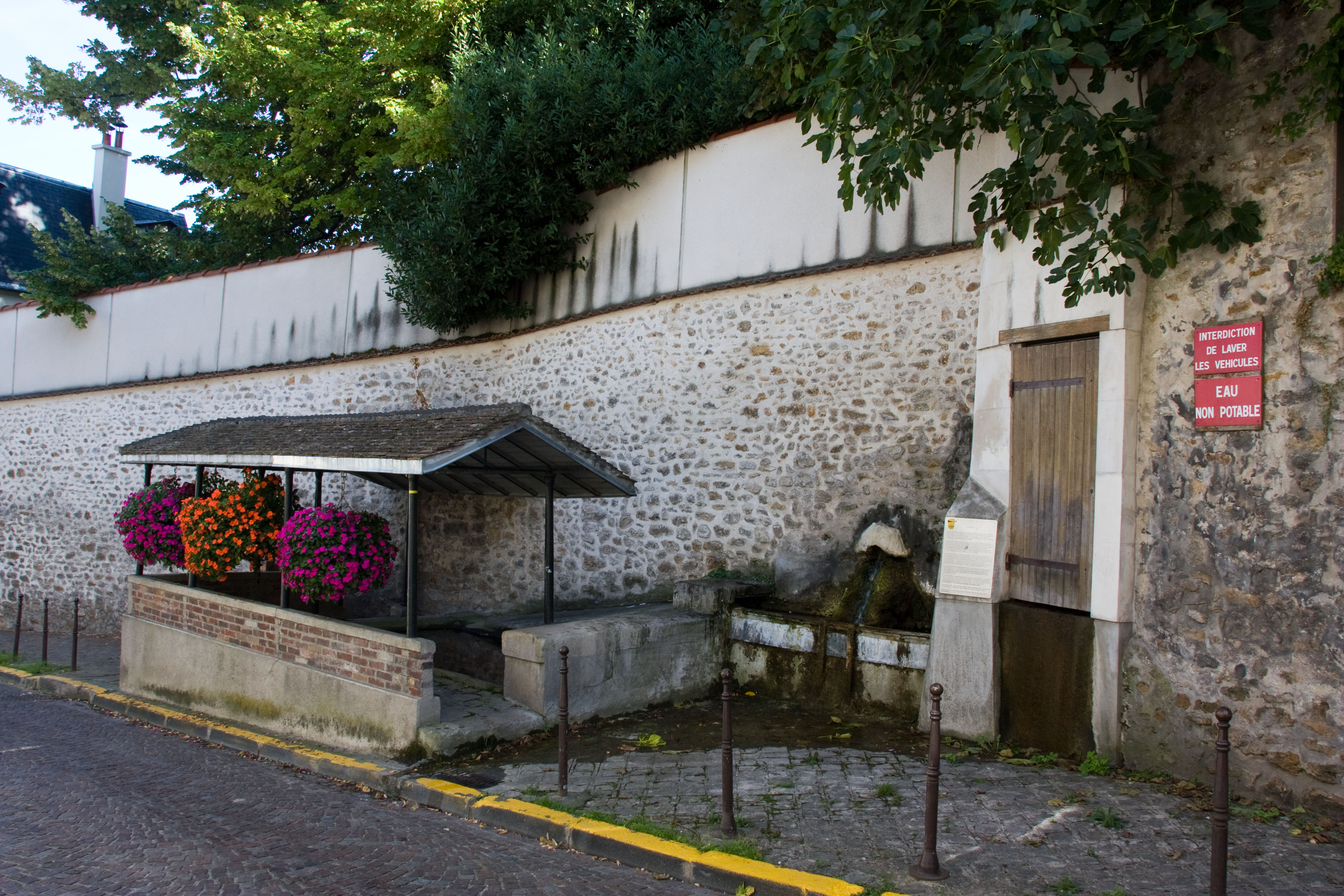
O lavoir Saint-Denis.
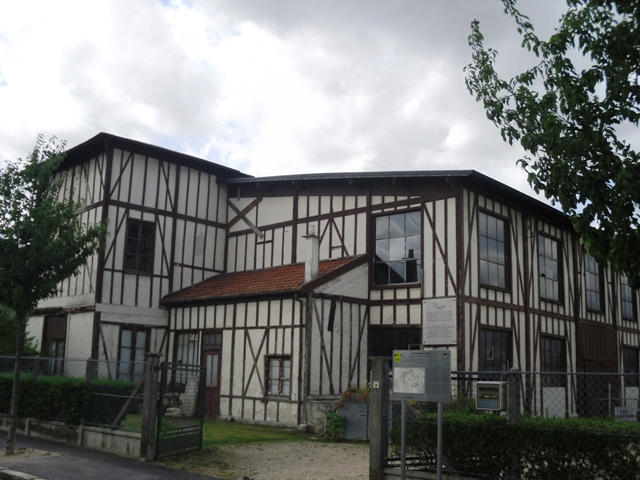
O antigo hotel de Port-Aviation.

### Personalidades ligadas à comuna

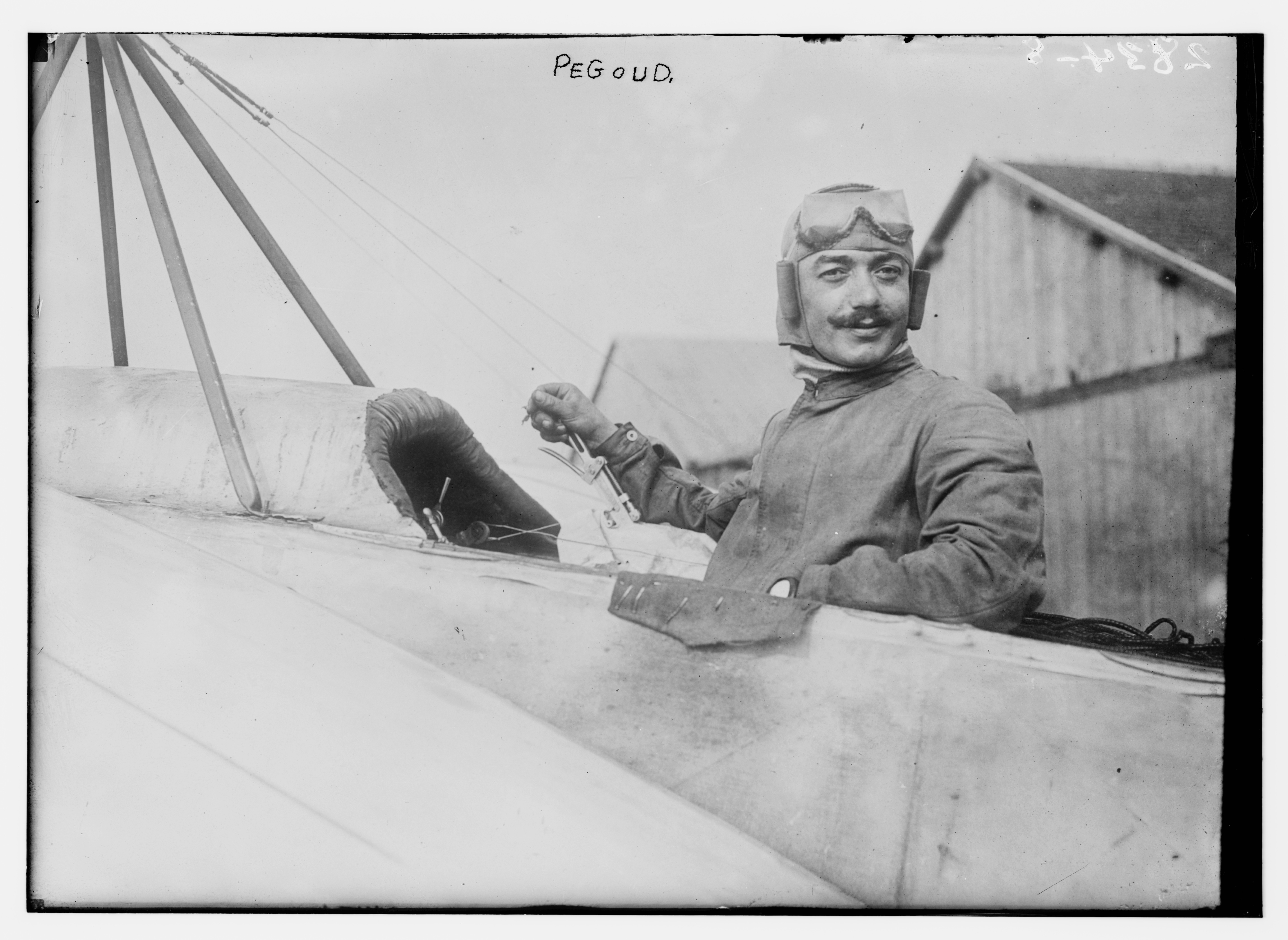
Adolphe Pégoud.

- Pierre Perrault (1611-1680), escritor.
- Claude Perrault (1613-1688), arquiteto.
- Nicolas Perrault (1624-1662), teólogo.
- Charles Perrault (1628-1703), homem de letras.
- Jean-Frédéric Perregaux (1744-1808), executivo e primeiro diretor do Banco da França.
- Louis-Benjamin Francœur (1773-1849), matemático, foi prefeito.
- Gustave Aimard (1818-1883), escritor.
- Louis Blériot (1872-1936), aviador.
- Roland Garros (1888-1918), aviador.
- Adolphe Pégoud (1889-1915), aviador.

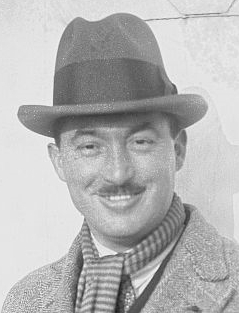
Lucien Bossoutrot.

- Lucien Bossoutrot (1890-1958), aviador.
- Edmond Delfour (1907-1990), jogador de futebol.
- Jean-Maurice Mourat (1946- ), guitarrista.

- Jennifer Decker (1982- ), atriz.

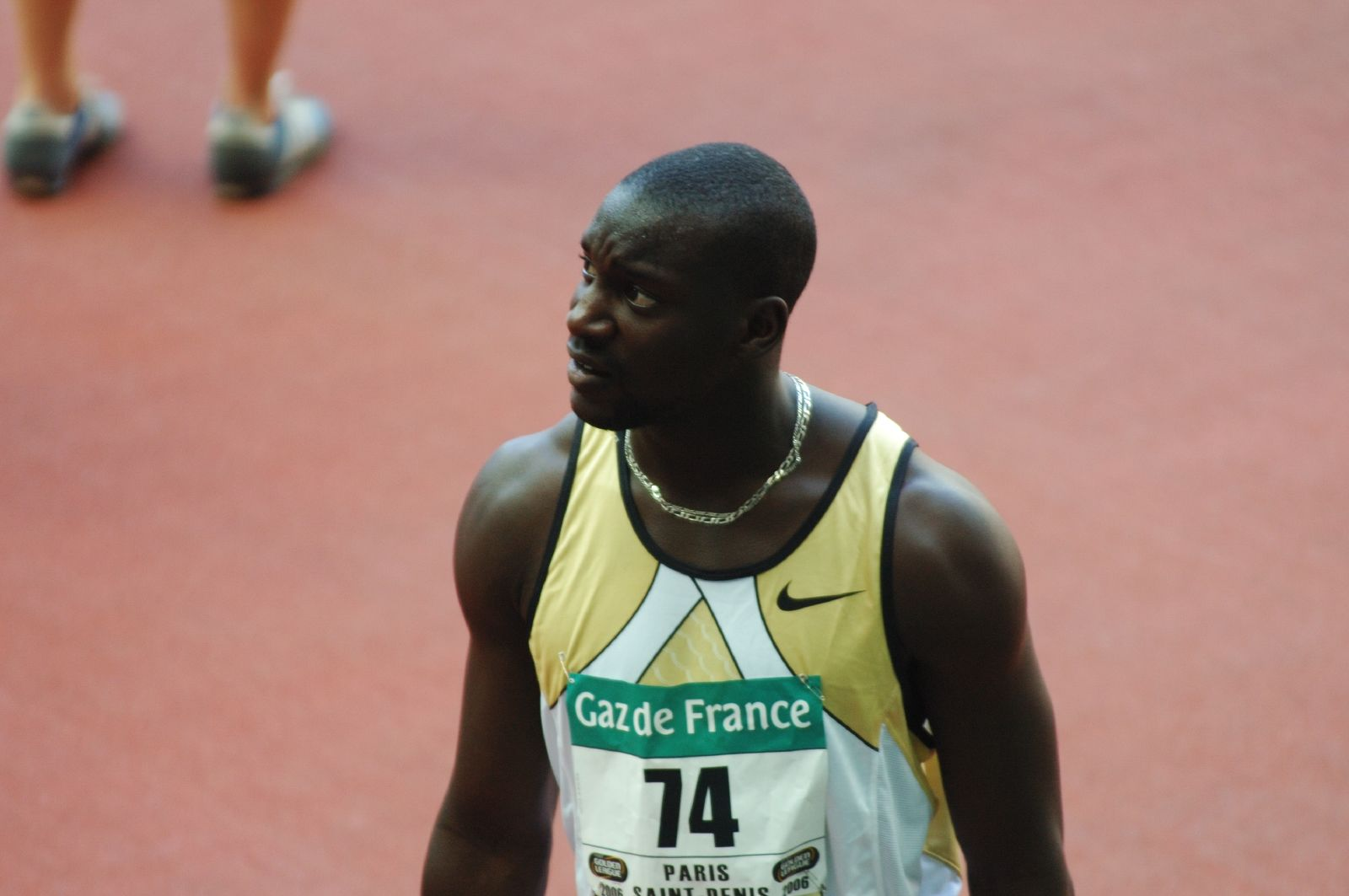
Ladji Doucoure.

- Morlaye Cissé (1983- ), jogador de futebol.
- Ladji Doucoure (1983- ), atleta.
- Grégory Sertic (1989- ), jogador de futebol.

## Ligações externos
- Site oficial